# Avenue Q

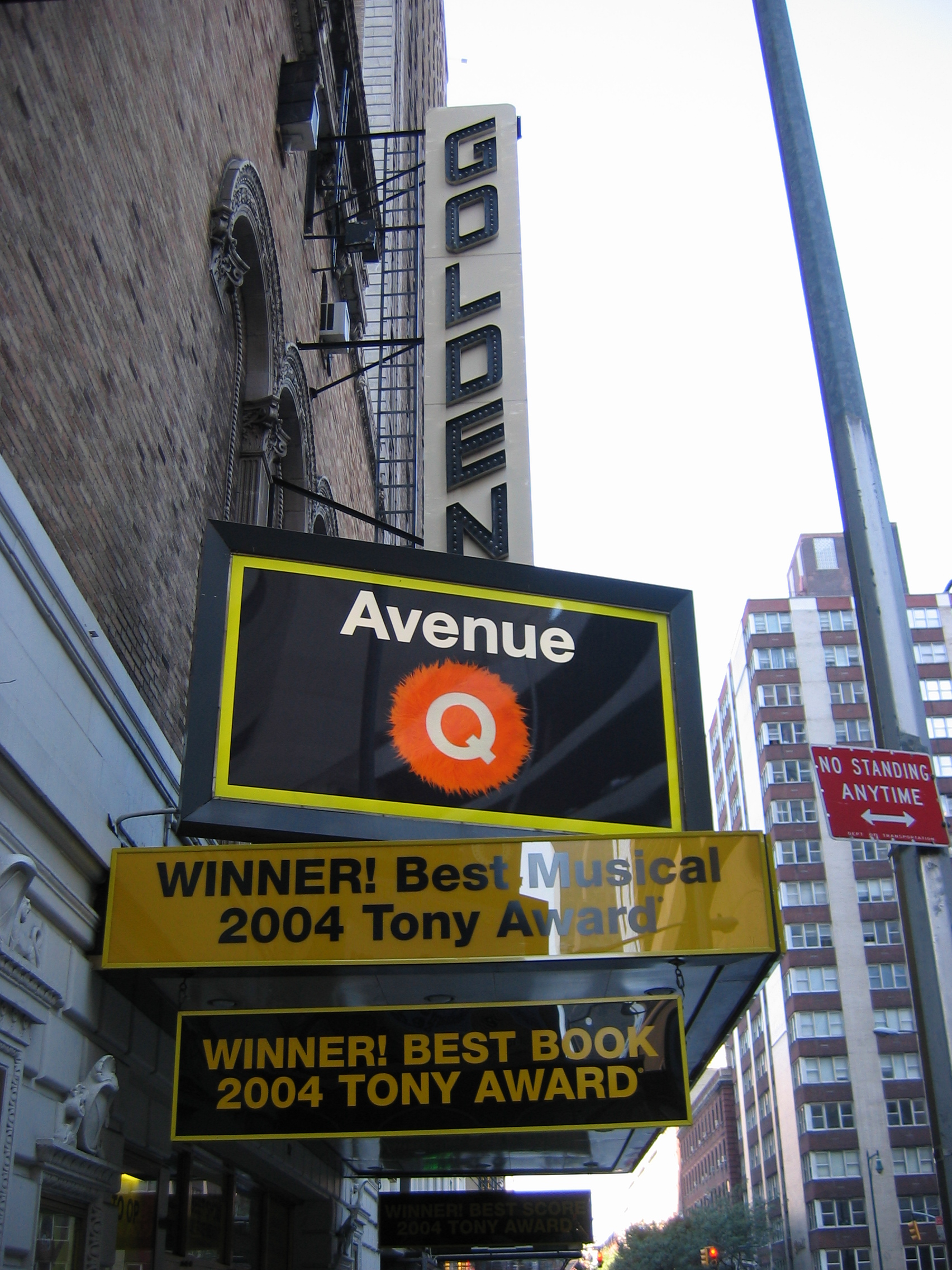
Poutač na Avenue Q

Avenue Q je broadwayský muzikál sestavený z kombinace loutek typu muppet a živých herců.

## Obsah
Avenue Q je příběh Princetona, čerstvého vysokoškolského absolventa, který přišel do New Yorku s velkými sny a malým kontem. Brzy objeví, že jediná ulice v jeho cenové relaci je Ulice Q; a sousedství mu připadá příjemné. Žije zde Brian, nepracující komik, jeho snoubenka a terapeutka Japonka Christmas Eve; homosexuál Nicky, dobrosrdečný lenoch, jeho spolubydlící Rod, republikánský investiční bankéř, který se nakonec ukáže také jako homosexuál, dále internetový závislák Trekkie Monster a velmi milá asistentka vychovatelky ve školce – Kate Monster. A samozřejmě superintendant Ulice Q Gary Coleman. Společně, Princeton a jeho noví přátelé, usilují o práci, rande a svůj neustále unikající smysl života.

## Herci
- CHRISTIAN ANDERSON (Nicky, Trekkie Monster, Medvěd Špatné Myšlenky #1 a další)
- JENNIFER BARNHART (Mrs. T., Bear a další, u/s Kate, Lucy)
- EVAN HARRINGTON (Brian)
- ANN SANDERS (Christmas Eve)
- RASHIDRA SCOTT (Gary Coleman)
- HOWIE MICHAEL SMITH (Princeton, Rod)
- SARAH STILES (Kate Monster, Lucy a další)

## Náhradníci
- JENNIFER BARNHART (u/s za Kate Monster, Lucy)
- CARMEN RUBY FLOYD (u/s za Gary Coleman, Mrs. T., Bear)
- AYMEE GARCIA (u/s za Kate Monster, Lucy, Mrs. T., Bear, Christmas Eve)
- SALA IWAMATSU (u/s za Christmas Eve, Mrs. T, Bear, & others)
- JONATHAN ROOT (Soubor, u/s za Princeton, Rod, Brian, Nicky, Trekkie, Medvěd)
- MATT SCHREIBER (u/s za Brian, Nicky, Trekkie, Medvěd, Princeton, Rod)